# Asahi (Higashichikuma-gun)
Asahi (jap.: 朝日村, -mura) ist ein Dorf in Higashichikuma-gun in der Präfektur Nagano auf der japanischen Hauptinsel Honshū. Es liegt am südwestlichen Ende des Matsumoto-Tals Der Name bedeutet Morgensonne und soll daher kommen, dass es aufgrund seiner Lage im Matsumoto-Tal die erste Ortschaft des Tals ist, die morgens im Sonnenlicht liegt, während sich weiter östlich liegende Ortschaften noch im Schatten der Berge befinden.

## Geografie
Der Nordosten des Dorfes befindet sich im Matsumoto-Tal, dem größten Tal der Präfektur Nagano. Der größte Teil des Dorfes liegt allerdings im Hida-Gebirge, was zu einer im Durchschnitt dünnen Besiedlung der Gemeinde führt. Das Dorf liegt am kurzen Fluss Kusari, der in Matsumoto in den Narai mündet. Angrenzende Kommunen sind die Großstädte (shi) Matsumoto und Shiojiri, sowie das ebenfalls zu Higashichikuma-gun gehörende Dorf Yamagata und das zu Kiso-gun gehörende Dorf Kiso-mura.

## Geschichte
Archäologische Funde lassen darauf schließen, dass das Gebiet des heutigen Asahi schon seit der Jōmon-Zeit besiedelt wurde. In der Edo-Zeit gehörte das Gebiet zunächst zum Matsumoto-han, ging jedoch später an das Takatō-han über. In der Meiji-Zeit hieß das Dorf in seinen heutigen territorialen Ausmaßen zunächst vom 25. Oktober 1875 bis zum 16. Februar 1884 Yamamoto, wurde dann aber wieder in seine vier Einzelsiedlungen aufgeteilt. Mit der Etablierung des modernen Kommunalsystems entstand es jedoch unter seinem heutigen Namen am 1. April 1889 neu. Seit dieser Gründung als lokale Verwaltungseinheit war Asahi an keiner Gebietsreform beteiligt.

## Verkehr
Asahi liegt Abseits der Hauptverkehrswege. Durch Asahi führt keine Nationalstraße und auch keine Eisenbahnlinie. der nächstgelegene Bahnhof ist der Bahnhof Shiojiri. In Asahi gibt es jedoch vier Buslinien.

## Bildungseinrichtungen
Asahi trägt eine Grundschule und zusammen mit den Kommunen Matsumoto und Yamagata eine Mittelschule.

## Städtefreundschaft
- Kira, Japan (seit 1989)

## Söhne und Töchter des Dorfes
- Tsuneyoshi Kamijō – Sänger und Schauspieler
- Wataru Hatano – Seiyū

## Weblinks

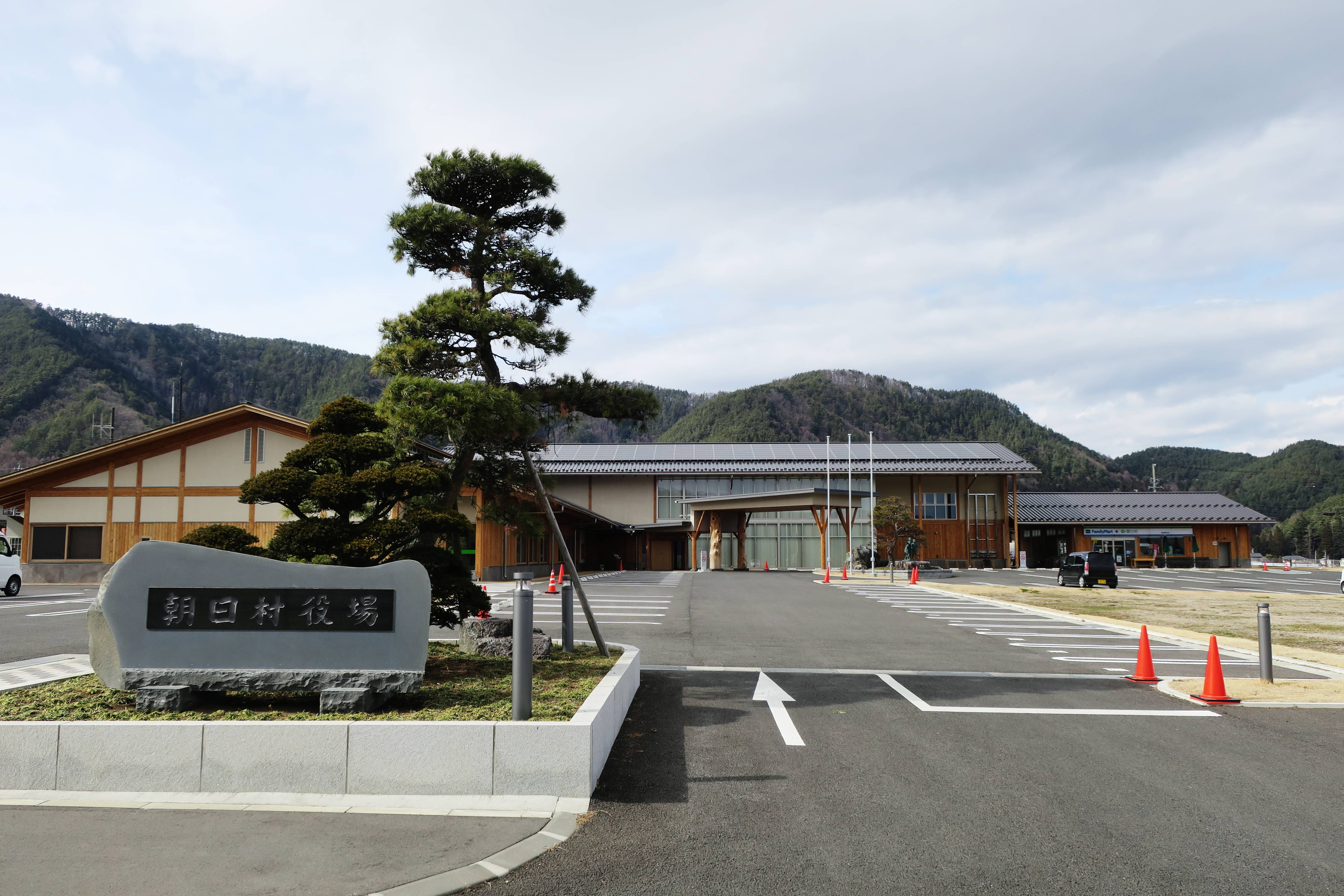
Rathaus